# Coelioxys tricarinata
Coelioxys tricarinata är en biart som beskrevs av Morawitz 1875. Coelioxys tricarinata ingår i släktet kägelbin, och familjen buksamlarbin. Inga underarter finns listade i Catalogue of Life.